# Le due torri (romanzo)
Le due torri (The Two Towers) è un romanzo di genere fantasy del 1954 scritto da J. R. R. Tolkien; è il secondo volume de Il Signore degli Anelli.

## Il titolo
Il titolo del romanzo ha suscitato molte discussioni su quali siano effettivamente queste due torri che però l'autore spiega che sono e rappresentano l'unione delle torri di Isengard e Mordor cioè di Saruman e Sauron .Si deve però considerare che esso sarebbe in realtà un titolo "provvisorio", in quanto Il Signore degli Anelli non nasce come una trilogia, bensì come un romanzo unico. Dovendolo quindi separare in tre parti per esigenze editoriali, Tolkien si trovò a dover mettere insieme i due libri centrali, riunendoli sotto un'unica denominazione; ecco come commentò:
(Tolkien, La realtà in trasparenza, lettera n° 140)
Quindi, salvo che non si voglia mantenere l'ambiguità, Le due torri potrebbero essere:
- Isengard e Barad-dûr, piazzeforti dei due antagonisti del romanzo, Saruman e Sauron
- Minas Tirith e Barad-dûr, la città degli Uomini contro la torre del Nemico
- Isengard e Cirith Ungol, teatro della maggior parte degli avvenimenti narrati in questi due libri

## Trama

### Libro terzo deIl Signore degli Anelli

#### Capitolo I
L'addio di Boromir (The Departure of Boromir)
Il corpo rantolante di Boromir viene ritrovato da Aragorn a circa un miglio dal campo di Parth Galen. Il Ramingo arriva in tempo solo per raccogliere la dolente confessione del moribondo sul suo tentativo di impadronirsi dell'anello e la sua invocazione del perdono. Poi il figlio di Denethor, primo capitano di Gondor, muore.
Con l'aiuto di Gimli e Legolas, Aragorn si attarda a dare al corpo dell'amico le esequie funebri: con le armi in pugno e il corpo pietosamente ricomposto, Boromir viene deposto in una delle barche elfiche e sospinto verso le cascate di Rauros. 

Immediatamente dopo il dovuto omaggio al caduto, Aragorn si precipita a investigare sulla scomparsa di Frodo, e scopre così le tracce della sua fuga con Sam verso la riva orientale. Ormai il Ramingo non ha più dubbi: il destino di Frodo è nelle sue stesse mani, ma quelli che rimangono della compagnia non possono abbandonare i loro piccoli amici – Merry e Pipino – alla tortura e alla morte che li attende nelle mani degli orchi. Il loro dovere è dunque quello di inseguire gli orchi e liberare i giovani hobbit dalla prigionia. Incomincia così un folle, epico inseguimento da parte di Aragorn, Gimli e Legolas, a un giorno di distanza dal rapimento dei loro amici.

#### Capitolo II
I cavalieri di Rohan (The Riders of Rohan)
Tre giorni e una notte dura la faticosa caccia dei tre compagni agli orchi fuggitivi. Senza quasi riposare, mangiando pochi bocconi di lembas cammin facendo, quasi sempre di corsa e con gli occhi puntati a terra alla ricerca di tracce, uomo, nano ed elfo coprono ben quarantacinque leghe, vedendo tuttavia il loro obiettivo allontanarsi sempre più. L'unico momento di speranza è loro dato dal ritrovamento, tra l'erba alta delle vaste pianure di Rohan – il regno degli allevatori di cavalli – di una spilla elfica d'argento sicuramente appartenuta a uno degli hobbit prigionieri. Essa non è semplicemente caduta, ma le impronte dimostrano chiaramente che l'hobbit ha cercato di fuggire ed ha volontariamente lasciato cadere un segno della sua presenza.
L'alba del quarto giorno trova i tre cacciatori dispersi e stanchi nella vasta pianura, a poche miglia da un'immensa ed oscura foresta. E proprio dalla parte della foresta essi vedono avvicinarsi una folta pattuglia di cavalieri dai grigi capelli e dall'imponente statura. I cavalieri di Rohan sono guidati da Éomer, Terzo maresciallo del Mark, e sono reduci da una battaglia con gli stessi orchi inseguiti da Aragorn. L'incontro tra Éomer e i tre amici è sulle prime burrascoso, ma alla fine i cavalieri lasciano in prestito ai cacciatori due cavalli, con la promessa di rivedersi al palazzo del re, a Edoras, capitale del regno.
Alla fine, dunque, i tre compagni raggiungono quello che rimane degli orchi: un cumulo di ceneri fumanti e di resti scomposti di armi, sovrastato da un palo con la testa infilzata di un nemico ucciso. Degli hobbit nessuna traccia apparente. Scende la notte, e ai tre non rimane che attendere l'alba per l'ultimo tentativo di individuare qualche segno dei loro amici.

#### Capitolo III
Gli Uruk-hai (The Uruk-hai)
Narra la dolorosa prigionia di Merry e Pipino nelle mani degli Uruk-hai fuggitivi. Nuova genia di orchi creati da Saruman, più robusti e crudeli, capaci di resistere alla luce del sole, la loro pattuglia è partita da Isengard col preciso mandato di rapire gli hobbit. Con gli Uruk-hai si trovano anche orchi di provenienza nordica, e un drappello di soldati di Mordor. Presto tra le tre componenti scoppia un conflitto proprio in merito alla sorte dei prigionieri, che costa la vita a parecchi orchi. Merry e Pipino, feriti e legati, vengono trasportati come pacchi o devono, a volte, correre con le loro stesse gambe alla folle andatura dei loro nemici. Gli Uruk-hai attraversano correndo tutta la pianura di Rohan, diretti a nord-ovest, verso Isengard, per consegnare a Saruman il prezioso bottino hobbit. Durante l'attraversata, Pipino tenta una fuga, lasciando cadere tra l'erba la spilla elfica che verrà poi trovata da Aragorn.
Dopo tre giorni di cammino, gli orchi giungono alle falde della foresta di Fangorn; lì, sono sorpresi da una folta pattuglia di cavalieri di Rohan, comandati da Éomer, gli stessi che poi si incontreranno con il terzetto degli inseguitori. Circondati dai cavalieri, gli orchi si apprestano a una disperata difesa; ma uno di essi, Grishnàkh, soldato di Mordor, presagendo l'imminente rovina, e in conflitto con la volontà di Uglùk, capo degli Uruk-hai, sottrae nascostamente gli hobbit dall'accampamento. Suo segreto intento, naturalmente, è impadronirsi dell'anello, poiché nessuno ha potuto nascondere agli orchi che l'Oscuro signore è disperatamente alla caccia dell'Unico Anello.
Ma la fuga di Grishnàkh viene scoperta dalle sentinelle di Rohan, e l'orco è ucciso. Merry e Pipino sono liberi. Possono così liberarsi dai legami, e scivolando protetti dai loro manti elfici, si dirigono verso l'oscura foresta di Fangorn.

#### Capitolo IV
Barbalbero (Treebeard)
Postisi in salvo, alle prime luci dell'alba, proprio mentre i cavalieri di Rohan sferrano il loro mortale attacco contro gli Uruk-hai, gli hobbit si inoltrano timorosi nell'oscura e millenaria foresta di Fangorn, un residuo degli antichi boschi della Prima Era del mondo. 

Qui, su un piccolo colle esposto ai raggi del sole, incontrano la creatura più strana e antica della Terra di mezzo: Barbalbero albero (Treebeard), l'Ent, ovvero il pastore di alberi, il custode della foresta. Egli ha la forma di un solido e antichissimo albero, ma è una creatura quasi umana. Occhi e voce rivelano la profondità insondabile della sua mente, e i suoi atti sono improntati a una serena, imperturbabile e imperscrutabile saggezza. 

Barbalbero conduce Merry e Pipino, come ospiti graditi per la loro semplice naturalità, nella sua dimora, nascosta nelle più lontane radici della foresta, e qui viene da loro messo al corrente degli ultimi avvenimenti della Terra di Mezzo. Avviene così il più stupefacente degli eventi: l'Ent, scosso e infuriato dal tradimento di Saruman – i cui orchi da tempo ormai devastano le propaggini della foresta – si "risveglia". Come un vento di bufera sorto all'improvviso, indice una Consulta tra tutti gli Ent, e insieme a loro decide di recarsi alla guerra contro Isengard. Merry e Pipino, che con la loro venuta sono stati la causa di questa improvvisa svolta degli eventi, vengono portati in trionfo alla testa dell'imponente marcia degli Ent.
Ma qualcosa di ancora più insondabile e inatteso attira l'attenzione degli hobbit: l'intera foresta si sta muovendo a fianco degli Ent, una marea di alberi dal cuore tenebroso si sta scagliando come una tempesta contro le solide difese della rocca di Orthanc.

#### Capitolo V
Il cavaliere bianco (The White Rider)
La narrazione torna sul trio dei cacciatori. Aragorn riesce a scoprire le tracce degli hobbit accanto ai resti della battaglia, e guida così Legolas e Gimli all'interno della foresta di Fangorn.
Giunti sul colle di Barbalbero, una minaccia sembra incombere sui tre amici: un misterioso e anziano viandante si sta avvicinando loro, minaccioso nella sua ambigua somiglianza con Saruman. Indossa infatti un cappuccio che a malapena cela la folta e lunga barba bianca, e si appoggia a un bastone da stregone.
Gimli manifesta immediatamente l'intenzione di ucciderlo, ma il viandante è più veloce di loro e con un'agilità incredibile li raggiunge alla sommità del colle. Stregati dalla sua voce affabile, Aragorn e i suoi amici non sanno risolversi su cosa fare; ma quando il vecchio si siede su un masso, qualcosa di bianco balena tra i suoi stracci come un raggio di sole dalle nuvole. Allora Gimli, sempre convinto si tratti di Saruman, si scaglia con la sua ascia contro il misterioso pellegrino. Ma questi, con un atto di imperio, disarma il nano e i suoi compagni e poi, liberatosi dagli stracci, si manifesta finalmente nel suo vero volto. 

Riappare dunque Gandalf, nelle bianche vesti di capo degli stregoni, rinato dalla sua lotta col demonio e restituito alla vita anche grazie alle cure di Galadriel. Egli rivela loro l'essenza della sua nuova natura: dopo il combattimento col Balrog negli abissi più oscuri della terra e sulle cime più inaccessibili del mondo, purificato dalla lotta e dalla mortale sofferenza, egli è stato elevato al rango di stregone bianco, guida delle libere genti della Terra di mezzo nella battaglia finale contro l'oscurità (un chiaro riferimento simbolico all'Arcangelo Gabriele, il portatore della Luce). Ora egli conosce cose lontane e domina la volontà dei suoi protetti, e può ergersi come Cavaliere Bianco contro i Nove cavalieri neri di Mordor.
Rassicurati gli amici sul destino degli hobbit, Gandalf richiama il cavallo Ombromanto (Shadowfax), il principe dei Mearas di Rohan, e, seguito da Aragorn, Gimli e Legolas, galoppa rapido verso il palazzo d'oro di Théoden, re di Rohan. La marea è cambiata, e la tempesta si sta avvicinando.

#### Capitolo VI
Il re del palazzo d'oro (The King of the Golden Hall)
Dopo una lunghissima cavalcata per le solitarie praterie di Rohan, Gandalf e compagni giungono in vista di Edoras, capitale di Rohan, il colle su cui si ergono la città di re Théoden e Meduseld, il palazzo d'oro della dinastia dei Rohirrim. 

L'accoglienza tuttavia non è delle più cortesi: fin dalla porta, le guardie hanno ricevuto l'ordine di diffidare di ogni viandante, e soprattutto di Gandalf. Ma l'autorità dello stregone supera ogni ostilità, ed egli può accedere con Aragorn e gli altri all'ampio salone del trono. Su questo siede un vecchio apparentemente piegato dagli anni, e accanto a lui un uomo dall'aspetto mellifluo e sinistro, Grima Vermilinguo (Wormtongue), consigliere del re ma in realtà spia infiltrata da Saruman per sabotare la salute mentale del sovrano. Da anni il fraudolento consigliere ha preso in pugno la volontà di Théoden, facendolo sentire ormai vecchio e solo di fronte al precipitare di eventi incontrollabili, mentre tutta la corte – Éomer e la sorella Éowyn, e Háma la fedele guardia di palazzo – assistono impotenti e con crescente furore al disonesto gioco di Grima. Ma Gandalf è giunto proprio per porre fine a questo stato di cose: rivelando la sua nuova natura egli annichilisce il potere occulto della spia di Saruman e vince la diffidenza, indotta e inconsapevole, del vecchio re. Accogliendo i nuovi consigli di Gandalf, Théoden riprende rapidamente vigore e fiducia, e si scuote di dosso la ragnatela di menzogne in cui Grima l'aveva rinchiuso.
Ed è così che il re del Théoden decide, pressato dalle notizie recategli da Gandalf, di opporsi definitivamente alle trame di Saruman e di sfidarlo in battaglia. I cavalieri di Rohan, guidati di nuovo dal loro re, partono per la difesa del regno verso la decisiva battaglia contro le forze del male scatenatesi ai loro confini. A presidio del trono, sola nel grande palazzo d'oro di Meduseld, rimane Éowyn, giovane e bella dama di Rohan, già segretamente toccata nel cuore dall'apparizione misteriosa e severa di Aragorn, erede di Isildur.

#### Capitolo VII
Il Fosso di Helm (Helm's Deep)
La cavalcata dei cavalieri di Rohan dura due giorni. Durante la marcia giunge loro notizia che Saruman ha sferrato l'attacco: i Guadi dell'Isen (Fords of Isen) sono caduti nelle mani del nemico, che avanza con forze imponenti verso sud, per attaccare Erkenbrand, il difensore della fortezza detta il Fosso di Helm, nella vallata Ovestfalda (Westfold Vale). Gandalf, per ragioni sue segrete, si allontana verso nord, incitando Théoden a portare soccorso al principe del Mark.
I cavalieri giungono dunque, sulla sera del secondo giorno, alla imponente fortezza, protetta da una diga che ostruisce tutta la vallata nella quale essa è incastonata, e successivamente da un sistema di mura titaniche costruite migliaia di anni prima dai re giunti dal nord. Ivi, scoprono che hanno già trovato rifugio tutti gli abitanti della vallata, in un immenso sistema di caverne (le caverne di Aglarond) che sprofondano per miglia nel cuore delle montagne, che di Erkenbrand non vi è più notizia, mentre solo una piccola guarnigione di anziani guerrieri è pronta alla difesa. Ma le forze sono poche, e la notte si annuncia minacciosa e foriera di angoscia.
Ben presto, infatti, orchi e uomini selvaggi del nord ingaggiati da Saruman con la menzogna, giungono come una marea in tempesta a lambire le prime difese della valle: comincia la battaglia del Fosso di Helm. Durante tutta la notte, Aragorn ed Éomer, assieme a Gimli e Legolas, vengono chiamati, assieme all'esercito, a una dura prova di resistenza e valore, cercando di opporsi con il loro coraggio all'immenso urto di odio e furore dei nemici, e durante la battaglia molti cavalieri di Rohan, tra cui lo stesso Hàma, perdono la vita. Le arti di Saruman sono potenti e sottili: egli scatena una tempesta di fulmini e pioggia sulla battaglia, e ha anche preparato un'arma segreta, un fuoco capace di sgretolare con un'esplosione le potenti mura del Fosso. Infatti gli orchi riescono a conquistare, assalto dopo assalto, malgrado una sortita disperata di Aragorn, Éomer e Gimli fuori dal grande cancello, i bastioni esterni della fortezza, e poco prima dello spuntare dell'alba, si preannuncia l'assalto finale che porrà termine ad ogni speranza dei difensori. È in quel punto della notte che re Théoden chiede ad Aragorn un atto di lealtà e coraggio disperati: vendere cara la vita tentando una sortita con la cavalleria del Mark sui bastioni della fortezza, per respingere gli assalitori. Ed è così che Aragorn e Théoden, assieme ad Éomer, si lanciano nell'ultima carica della battaglia, aprendosi un varco di distruzione e di morte tra i nemici ormai certi della vittoria.
Ma fuori, alla prima luce dell'alba, li attende una sorpresa: il nemico è come paralizzato da rumori sinistri e oscure presenze giunte alle sue spalle con le prime luci del giorno: gli orchi sono infatti totalmente circondati, in faccia dalla carica dei cavalieri di Rohan, ai fianchi dalla comparsa inattesa di Gandalf accompagnato dai soldati di Erkenbrand, e alle spalle dall'oscura foresta vivente di Fangorn, che gli Ent hanno guidato in battaglia. Finisce così il vile attacco di Isengard al regno di Rohan: pressati e attaccati da ogni parte, gli orchi fuggono disperati nell'oscuro intrico vegetale degli alberi di Fangorn, dove vengono risucchiati e distrutti per non uscirne mai più vivi.

#### Capitolo VIII
La via che porta a Isengard (The Road to Isengard)
Gandalf e Théoden si rincontrano dunque vincitori sulle mura del Fosso. Tutti gli sguardi dei guerrieri di Rohan, e di Gimli, Legolas e Aragorn sono invece attratti dal mistero inquietante e sinistro della foresta comparsa improvvisamente dal nulla. Ma Gandalf non vuole fornire alcuna spiegazione.
Dopo un breve riposo, il re e i suoi amici partono, per consiglio di Gandalf, verso Isengard. Il loro compito è quello di chiudere definitivamente i conti con Saruman, anche se lo stregone sostiene che non è più un esercito quello che occorre, ma un semplice corteo reale. Nella prima parte del viaggio essi attraversano la misteriosa foresta, e intravedono degli Ent, con profonda emozione di Legolas. Poi il cammino prosegue lungo le praterie di Rohan, a fianco del letto dell'Isen, inspiegabilmente prosciugato. E, dopo una notte di viaggio, finalmente giungono alle porte della valle dello stregone.
Isengard è una valle incassata tra due braccia montuose che convergono a formare un cerchio roccioso impenetrabile; alla loro convergenza, Saruman ha fatto costruire un poderoso cancello che si apre su un breve tunnel. La valle è sempre stata verde e accogliente, un bacino pianeggiante al cui centro si innalza una fantastica torre in pietra nera, opera di impareggiabile potenza: Orthanc. Ma quello che appare agli occhi dei cavalieri è uno spettacolo ben diverso: il cancello è divelto e frantumato, il tunnel sfondato e diroccato, mentre ovunque giacciono frammenti delle mura divelte. Il potere di Saruman è stato travolto. E proprio dalle rovine, fanno capolino le teste ricciute di Merry e Pipino, intenti a consumare un lieto pasto tra stoviglie e botti di birra trafugate dal bottino di Isengard. L'incontro con i vecchi amici della compagnia è ironico e affettuoso, mentre anche Théoden può fare conoscenza degli Hobbit.

#### Capitolo IX
Relitti e alluvioni (Flotsam and Jetsam)
Mentre Gandalf e il corteo reale si avviano ad incontrare Barbalbero, Gimli, Legolas e Aragorn rimangono con gli hobbit, per consumare insieme un lieto pasto, fumare in pace e ricostruire insieme i frammenti sparsi delle loro storie parallele. Gli hobbit raccontano dunque la loro prigionia e l'incontro con gli Ent, fino agli eventi decisivi dell'attacco a Isengard.
La marcia trionfale degli Ent era giunta alla valle dello stregone sul calar della notte, proprio mentre gli eserciti di Saruman uscivano dalle mura per portare il loro attacco al Fosso di Helm. Lasciato passare l'esercito, al cui inseguimento subito erano stati posti molti degli Ucorni (Huorns) – ovvero gli alberi viventi della foresta di Fangorn -, gli Ent si buttarono furiosamente alla demolizione delle mura di Isengard. Superato l'ostacolo, essi si avventarono nella valle, trovando sulla loro strada pozzi eruttanti fuochi e fumi avvelenati. Per sconfiggere Saruman, l'unica soluzione era deviare il corso del fiume Isen e creare un'inondazione in grado di allagare le profonde caverne nelle quali si nascondevano le fucine di guerra dello stregone: e così fu.
Quello che dunque si presenta agli occhi degli amici ritrovatisi è un bacino di acque morte e inquinate sulle quali galleggiano relitti di guerra, e nel mezzo del quale sorge il pinnacolo spettrale di Orthanc. Saruman è prigioniero, e la sua potenza, forse, definitivamente offuscata.

#### Capitolo X
La voce di Saruman (The Voice of Saruman)
È l'ultimo atto della guerra tra Rohan e Isengard: il tentativo che Gandalf deve fare per riportare Saruman dalla parte del bene nella lotta contro Sauron. L'incontro avviene sotto il balcone che sovrasta il grande portale della torre di Orthanc; su di esso Saruman, come un vecchio lupo braccato, si rivolge ai vincitori cercando di sfruttare per l'ultima volta il suo più grande potere: il fascino incantatore della sua voce. Prima dunque cerca di circuire nuovamente la volontà di Théoden, proponendogli una nuova alleanza; ma Théoden riesce a liberarsi dell'incanto definitivamente, rifiutando ogni compromesso col traditore. Poi il capo degli stregoni prova disperatamente a convincere nuovamente Gandalf a stringere un patto di collaborazione, ma si deve accorgere che ogni potere è svanito. Gandalf è ora il capo del suo ordine, e per l'autorità conferitagli, priva Saruman del suo bastone e lo condanna a rimanere prigioniero della rocca, nell'attesa angosciosa di un ignoto e minaccioso destino.
Proprio mentre il corteo con Gandalf e Théoden si allontana, da un'alta finestra della torre Vermilinguo – anch'egli prigioniero degli Ent – cerca di uccidere Saruman facendo cadere un pesante oggetto che piomba invece ai piedi di Gandalf. Lo raccoglie Pipino, rimanendo scosso dalla sua inquietante presenza: è infatti una dei Palantíri, le pietre veggenti di Númenor con cui Saruman dialogava segretamente con Mordor.

#### Capitolo XI
Il Palantír (The Palantír)
Il corteo reale si allontana dalla rocca di Orthanc, proprio mentre un urlo raccapricciante dal suo interno fa capire che Saruman ha scoperto qual era l'oggetto con cui Vermilinguo ha tentato di ucciderlo. I due saranno costretti a condividere una prigionia piena di odio e rancore.
Usciti da Isengard, Merry sul cavallo di Gandalf e Pipino su quello di Aragorn, i cavalieri e i loro alleati si apprestano a trascorrere una notte di riposo prima di raggiungere il Fosso di Helm in vista di un consiglio di guerra. Nel buio della notte, Pipino tuttavia fatica a trovare riposo: il suo pensiero è inquieto, attratto dal mistero del nero cristallo col cuore luminoso in cui per un breve attimo ha avuto la ventura di sbirciare. E incapace di trovare sonno, ad un tratto si alza e, come un ladro, sottrae il Palantír dalle braccia di Gandalf dormiente per potervi un'ultima volta gettare un'occhiata. Ma il potere della sfera è troppo forte per lui: fa appena in tempo a sollevare il mantello che lo riveste, che viene subito catturato dal lume crudele che cova in esso e si accascia, fulminato, con un grido.
Tutto l'accampamento è in subbuglio, ma Gandalf non tarda a scoprire il colpevole, rigido e privo di sensi accanto alla sfera. Dopo averlo rianimato lo interroga severamente, ottenendo da Pipino una piena confessione: egli ha parlato con Sauron, ha dovuto dirgli che è uno Hobbit, ed ora è divenuto oggetto della sua crudele e ansiosa attenzione. Come Gandalf può infatti desumere dal racconto dell'hobbit, l'Oscuro Signore è ormai convinto che Saruman abbia rapito il portatore dell'anello e lo stia torturando con l'uso della sfera; presto invierà dunque un suo messaggero per portare nella Torre di Barad-dûr il presunto prigioniero.
Non rimane che sciogliere l'accampamento e dividersi: Théoden e i suoi cavalieri, con Aragorn, Gimli e Legolas, dovranno marciare a tappe forzate verso il Fosso di Helm; Gandalf, con Pipino, cavalcherà veloce come il vento verso Minas Tirith, la capitale di Gondor. La guerra si sta avvicinando. E mentre tutti si apprestano a partire, nel buio della notte sfreccia sulle loro teste un Cavaliere nero alato, un Nazgûl sulla sua mostruosa creatura volante: è diretto a Isengard.

### Libro quarto deIl Signore degli Anelli

#### Capitolo I
Sméagol domato (The Taming of Sméagol)
La storia torna su Frodo e Sam. Dopo la loro fuga dall'accampamento, essi vagano da tre giorni lungo le scabrose pendici degli Emyn Muil, i colli che fanno da confine tra l'Anduin e le terre dell'est. Non esistono sentieri e spesso il loro andirivieni li riporta su strade già percorse; stanno inutilmente tentando di uscire da quelle terre desolate e senza vita, ma ostacoli e difficoltà di ogni tipo si frappongono al loro desiderio.
Come se ciò non bastasse, sanno di essere seguiti da Gollum, che si tiene tuttavia nascosto ed evita ogni contatto.
Una notte, dopo aver disceso, non senza rischi spaventosi, una parete di roccia scabrosa con l'aiuto della corda elfica ricevuta in dono a Lórien (corda che, dopo essere servita per la loro discesa, si slega da sola al richiamo di Sam per ricadere tra le sue braccia), essi riescono finalmente a scorgere la malvagia creatura alle loro spalle, intenta a seguirne le tracce nel buio. Si appostano allora e gli tendono un agguato. È così che Gollum cade prigioniero di Frodo e Sam (non senza aver lottato duramente).
Ormai i due non possono più liberarsi di lui: lasciarlo vorrebbe dire esporsi al pericolo di una sua vendetta, e abbandonarlo legato sarebbe come condannarlo a morte. Per la prima volta, Frodo prova un moto di pietà per la miserabile creatura, ricordando anche le parole di Gandalf sulla pietà di Bilbo, e decide allora di sottoporre Gollum ad una prova: lo libererà dalla corda elfica che lo tortura, se egli giurerà fedeltà al Portatore dell'anello. E Gollum giura. Da quel momento si trasforma in un essere amichevole e (fin troppo) servizievole, accettando di fare loro da guida verso la terra nera di Mordor.

#### Capitolo II
L'attraversamento delle paludi (The Passage of the Marshes)
La fedeltà di Gollum si rivela a poco a poco autentica e sincera: egli infatti conduce gli hobbit fuori dal labirinto degli Emin Muil, e li guida sicuro e attento lungo il nuovo minaccioso cammino delle Paludi Morte (Dead Marshes). Queste sono un immenso acquitrino che si stende dai colli dell'Emin Muil fino ai confini di Mordor, a sud del Dagorlad, la terra desolata lungo la quale corre la via diretta per il nero cancello di Mordor. Esse costituiscono il passaggio nello stesso tempo più infido e più protetto verso la terra del Nemico, l'unico che gli orchi non frequentino mai, passaggio scoperto da Sméagol nei suoi disperati vagabondaggi. Nelle acque putride e puzzolenti delle paludi, tempestate da innumerevoli fuochi fatui, si intravedono i pallidi fantasmi di guerrieri antichi, elfi, uomini e orchi: sono i resti spettrali dell'antica battaglia dei Tre eserciti combattuta ai piedi di Mordor alla fine della Seconda Era.
Il cammino è orribile e disperato; bagnati e intrisi dell'insopportabile odore di morte, i viaggiatori si muovono attraverso un sentiero quasi invisibile di erbe scivolose e pozzanghere insidiose. E su di loro, nel cuore di una notte limpida e fredda, si abbatte la minaccia di un Nazgûl sibilante e crudele, che sfreccia nel cielo dalle mura di Mordor verso il fronte dell'ovest, dove gli eserciti di Rohan stanno trionfando.
La fine del viaggio è forse ancora peggiore del suo inizio: ai bordi orientali delle paludi si stendono le pendici avvelenate e desertiche dell'Ephel Dúath, le Montagne dell'Ombra, un vasto deposito di ceneri e rigurgiti velenosi generati dalla mortale polluzione di Mordor e dei suoi eserciti. Ed è in uno dei loro pozzi oscuri che i tre compagni trovano un attimo di riposo: mentre Frodo giace addormentato, all'attento Sam non sfugge un incredibile monologo nel quale la doppia natura di Gollum – Scurrile e Servile – si trova a lottare tra il desiderio dell'anello e quello di preservare l'amicizia del suo nuovo padrone. Ed è lì che Gollum accenna al futuro possibile aiuto che egli potrà ricevere da una misteriosa creatura.

#### Capitolo III
Il cancello nero è chiuso (The Black Gate Is Closed)
Accovacciati su uno sperone di roccia dell'Ephel Dúath, i viaggiatori guardano sorgere l'alba alle spalle del nero cancello di Mordor. Sono a poche centinaia di metri dalla loro terribile meta, nascosti agli sguardi delle minacciose sentinelle, spettatori impotenti dell'enorme forza militare che si concentra tra le braccia rocciose che fiancheggiano l'ultimo tratto di strada che conduce alle porte dell'Oscurità. E sulle strade che da Est conducono al Passo Maledetto, Cirith Gorgor, si snodano gli eserciti dei nuovi alleati di Sauron, i Sudroni (Swertings) provenienti dalle terre meridionali che si stendono oltre il Grande mare.
Frodo appare deciso a dirigersi al cancello, fedele alla missione che un giorno ormai lontano gli è stata affidata dal Consiglio di Elrond, consapevole che il prezzo sarà la morte, e non vuole che nessuno lo segua. Ma Gollum è terrorizzato: egli sa che nessuno può sfuggire all'Occhio di Sauron, e che la conseguenza sarà il ritorno dell'Anello nella mano dell'Oscuro Signore. È così che egli rivela agli hobbit diffidenti l'esistenza di un altro passaggio, segreto e misterioso, in grado di condurli oltre le montagne, nel cuore di Mordor. È la lunga scalinata che più a sud, all'altezza della terribile città morta di Minas Morgul, si inerpica verso il passo di Cirith Ungol. Frodo non sa se fidarsi o meno dei consigli ambigui della loro guida. Egli invoca dentro di sé la perduta guida di Gandalf, e non immagina che nello stesso istante lo stregone, a colloquio con Saruman, sta proprio pensando a lui. Ed è forse proprio questo segreto legame spirituale che ispira nell'hobbit una nuova determinazione: seguirà il consiglio di Gollum e prenderà la strada da lui consigliata.

#### Capitolo IV
Erbe aromatiche e Stufato di coniglio (Of Herbs and Stewed Rabbit)
La nuova tappa del viaggio di Frodo, Sam e Gollum attraversa la regione dell'Ithilien, una vallata ancora viva e verdeggiante, che in tempi più felici era considerata il giardino di Gondor. Costellata di boschi di conifere profumate e di macchie di erbe aromatiche, essa dona agli Hobbit una pausa di inattesa serenità.
Come al solito essi devono viaggiare di notte, poiché l'Occhio è sempre vicino e instancabile. E in una pausa mattutina, l'affamato Sam convince Gollum a cacciare per loro qualche coniglio. Ottenuto ciò che voleva, il fedele hobbit cucina la tenera selvaggina accendendo un piccolo fuoco, da cui, contro le sue intenzioni, si alza presto un sottile filo di fumo. Sarà proprio quel piccolo segnale che attirerà sugli hobbit l'attenzione di una pattuglia di soldati di Gondor mandati a sabotare gli eserciti provenienti dal sud.
Frodo e Sam (Gollum si è abilmente sottratto) sono prigionieri del Capitano Faramir, che apprende con profonda emozione della loro amicizia con Boromir, suo fratello. Ma i nemici si avvicinano e i soldati sono impegnati in una breve ed intensa battaglia contro le loro retroguardie. Ed è così che Sam fa l'amara esperienza di una guerra, quando il corpo straziato di un Sudrone precipita ai suoi piedi; così come può provare la soddisfazione di vedere da vicino un Olifante, un enorme bestione da guerra che corre imbizzarrito a pochi passi da lui.

#### Capitolo V
La finestra a occidente (The Window on the West)
Terminata la battaglia, Faramir inizia l'interrogatorio di Frodo, ma ben presto si rende conto della sincerità dell'hobbit e di un inquietante mistero di cui è portatore. Per questa ragione decide di condurre lui e Sam nel rifugio segreto di Henneth Annûn, la Finestra del Tramonto, dove potrà continuare indisturbato il suo colloquio con gli Hobbit. Henneth Annun è una caverna ricavata deviando l'antico corso di una cascata, che ora è divenuta una barriera impenetrabile utile a proteggere la segretezza del luogo. In quella caverna i soldati di Gondor transitano durante le loro spedizioni segrete nell'Ithilien, trovandovi ristoro e riposo. Ed è lì che continua il dialogo tra Frodo e Faramir, dialogo durante il quale il capitano di Gondor apprende le tragiche avventure della Compagnia dell'anello. E proprio durante il colloquio, Sam si lascia scappare, affascinato dalla personalità di Faramir, il segreto dell'Anello.
È questa una delle pagine più alte di tutto il romanzo: il giovane condottiero si rivela un uomo di profonda saggezza e compassione umana, e di fronte alla terribile tentazione dell'Anello - lo stesso per cui suo fratello ha trovato la morte – egli supera la prova dando testimonianza di fedeltà al suo destino e di intima adesione agli stessi principi che stanno portando Frodo all'estremo sacrificio della vita. Frodo stesso può dunque abbandonarsi fiducioso tra le amichevoli braccia del capitano, rivelando con disperata stanchezza il terribile compito di cui si è fatto carico.

#### Capitolo VI
Lo stagno proibito (The Forbidden Pool)
Verso l'alba Faramir fa alzare Frodo dal suo giaciglio per mostrargli una inquietante novità: Gollum si è infiltrato nel rifugio segreto, e sta nuotando nello stagno creatosi ai piedi della cascata in cerca di pesci. Il suo destino è segnato: la legge di Gondor infatti condanna a morte chiunque infranga il segreto di Henneth Annun. Ma Frodo intercede per lui e ottiene che gli venga risparmiata la vita, ponendosi come suo protettore e garante. È così che Faramir concede a Frodo di continuare il suo drammatico viaggio, sotto la guida di Gollum. Dopo averli nominati Amici di Gondor e suoi personali, Faramir carica gli hobbit di provviste fresche e li riconduce sul sentiero abbandonato il giorno prima. Lì si separano, consapevoli che forse mai più potranno rivedersi da vivi.

#### Capitolo VII
Viaggio sino al crocevia (Journey to the Cross-roads)
Il viaggio dunque riprende. Ma qualcosa nel mondo è cambiato: una nube minacciosa e imponente avanza da est, dal cuore di Mordor, oscurando tutto il cielo e privando l'aria di freschezza e di vita. Sui boschi dell'Ithilien è calato un silenzio mortale. È la tempesta che Sauron sta portando nel cuore del regno di Gondor, in attesa dell'assalto alla rocca di Minas Tirith. 

Oppressi dall'angoscia e dalla fatica, i tre viaggiatori costeggiano oscure foreste, addentrandosi verso sud est; la meta è un crocevia nel quale si incontrano le strade che conducono, a sud verso il mare lontano, a ovest verso le rovine della città di Osgiliath, una volta capitale di Gondor e ora terra di conquista degli orchi, e a est verso la valle maledetta di Minas Morgul, la torre degli spettri.
Lì giunti, gli Hobbit hanno una sorpresa: nel centro del crocevia si erge una imponente statua di pietra, memoria degli antichi re di Gondor; la sua testa è stata recisa, sostituita con una pietra deforme oscenamente imbrattata, e giace abbandonata su un lato della via. Ma l'ultimo raggio di sole, tramontando sotto il tombale tetto di nuvole che ha ormai oscurato tutto l'occidente, va a cadere proprio sulla testa del re, rivelando che essa è coronata di un intreccio di fiori rampicanti bianchi e oro. Come un auspicio di tempi che furono, o di speranze future, la visione rianima gli Hobbit, e Frodo può esclamare: "non possono conquistare per sempre!".

#### Capitolo VIII
Le scale di Cirith Ungol (The Stairs of Cirith Ungol)
Lasciato il crocevia, li aspetta l'imbocco nella valle maledetta di Minas Morgul, la Torre degli spettri. Essa si incunea serpeggiando nel cuore dell'Ephel Dúath, immersa in un'oscurità perenne e nebbiosa, rotta dall'inquietante chiarore spettrale della torre della rocca che una volta, sotto i re di Gondor, prendeva il nome di Minas Ithil. Gemella lunare della torre di Minas Tirith, Minas Ithil era stata conquistata dalle forze dell'oscurità nell'epoca in cui Sauron, cacciato dalla foresta di Bosco Atro (Mirchwhood), era rientrato in Mordor. Da allora essa ospita il nero re degli stregoni di Angmar, lo stesso che – in una lontana notte di ottobre – ha pugnalato Frodo su Collevento. 
 Ai lati della strada che conduce al cancello della fortezza si stendono prati neri costellati di fiori bianchi come ossa, emananti un intenso fetore di morte. E proprio davanti al bivio, Frodo è catturato da un incantesimo mortale che lo conduce, trotterellando istupidito, verso l'ingresso della torre mortale, non fosse per Sam che riesce a strapparlo alla oscura malia.
Sulla parte sinistra della strada si apre una spaccatura nella roccia lungo all'interno della quale corre un sentiero stretto e pietroso: è, come indicato da Gollum, la strada a scalini che si inerpica verso un valico nascosto e abbandonato della valle, il valico di Cirith Ungol. Ma i viaggiatori hanno appena imboccato il sentiero, che il nero cancello della Torre si apre, vomitando un esercito immenso di uomini e orchi guidato dal re degli spettri in persona. Per un attimo, il richiamo dell'anello attira l'inquieta attenzione del nemico, costringendo Frodo a lottare nuovamente contro la tentazione di infilarselo; ma la guerra non attende e l'esercito riprende il cammino verso la conquista di Osgiliath.
Per i tre compagni riprende dunque il cammino, ovvero la straziante salita lungo la pericolose ed oscure scale che, per centinaia e centinaia di metri, si inerpicano verso le creste montagnose che segnano il confine occidentale di Mordor. La fatica è improba, peggiorata dal vento freddo e aggressivo che scende dalle cime sovrastanti, e dalla minaccia di baratri invisibili che accompagnano l'ascesa nel cuore della notte. Poche sono le occasioni di riposo, e in una di queste, Sam e Frodo rinsaldano, con parole di rara bellezza, la profonda consapevolezza del significato che ricopre il loro destino nell'infinito scorrere della storia del mondo: « [...] noi non saremmo qui, se avessimo avuto le idee un po' più chiare prima di partire. Ma suppongo che accada spesso. Penso agli atti coraggiosi delle antiche storie e canzoni, signor Frodo, quelle ch'io chiamavo avventure. Credevo che i meravigliosi protagonisti delle leggende partissero in cerca di esse, perché le desideravano, essendo cose entusiasmanti che interrompevano la monotonia della vita, uno svago, un divertimento. Ma non accadeva così nei racconti veramente importanti, in quelli che rimangono nella mente. Improvvisamente la gente si trovava coinvolta, e quello, come dite voi, era il loro sentiero. Penso che anche essi come noi ebbero molte occasioni di tornare indietro, ma non lo fecero. E se lo avessero fatto noi non lo sapremmo, perché sarebbero stati obliati. Noi sappiamo di coloro che proseguirono, e non tutti verso una felice fine, badate bene; o comunque non verso quella che i protagonisti di una storia chiamano una felice fine. Capite quel che intendo dire: tornare a casa e trovare tutto a posto, anche se un po' cambiato… come il vecchio signor Bilbo. Ma probabilmente non sono quelle le migliori storie da ascoltare, pur essendo le migliori da vivere! Chissà in quale tipo di vicenda siamo piombati!» «Chissà - disse Frodo -. Io lo ignoro. E così accade per ogni storia vera. Prendine una qualsiasi fra quelle che ami. Tu potresti sapere o indovinare di che genere di storia si tratta, se finisce bene o male, ma la gente che la vive non lo sa, e tu non vuoi che lo sappia». « [...] Ma signore, non vi avevo mai pensato prima! Noi… voi avete parte della luce del Silmaril nella fiala che vi donò la Dama! Pensandoci bene, apparteniamo anche noi alla medesima storia, che continua attraverso i secoli! Non hanno dunque una fine i grandi racconti?».
Ma è proprio al termine del loro colloquio che i due hobbit si accorgo dell'assenza di Gollum, un'assenza che si protrae ormai da ore, inspiegabile data la natura inospitale dei luoghi. Ma il sonno li coglie, e quando si risvegliano, Gollum è di nuovo lì, pronto a condurli verso la tappa finale del viaggio verso Mordor.

#### Capitolo IX
La tana di Shelob (Shelob's Lair)
Alla fine delle scale, ai piedi di una immensa parete di roccia nera, si apre un tunnel, l'ultimo pezzo di strada che conduce nel regno di Sauron. Dalla nera imboccatura emana un fetore insopportabile di marciume putrescente, ma Gollum è categorico: chi vuole entrare inosservato nella Terra Nera non ha altra via che quella. Frodo e Sam dunque la imboccano, consapevoli che, quali che siano gli scopi di Gollum, almeno in questo egli ha ragione.
Gli Hobbit vengono immediatamente avvolti da un'oscurità più profonda di qualunque notte maledetta e senza stelle: un'oscurità densa e incombente come l'odore immondo che li aggredisce togliendo loro non solo il fiato ma anche la forza di volere e di pensare. La galleria si inerpica lungo una strada liscia e dritta, come un'opera umana voluta per qualche scopo ormai dimenticato. Ogni tanto, ai due lati, lungo le pareti anch'esse lisce, si aprono altri passaggi, più stretti e altrettanto oscuri; e man mano che proseguono, la puzza aumenta, assieme alla inquietante presenza di strane escrescenze dondolanti dal soffitto, flessibili come liane.
Essi giungono così al punto di massima intensità del buio e del fetore: una grande apertura da cui emana una malvagità quasi inconcepibile, che per un attimo paralizza la loro volontà. Con uno sforzo immenso gli hobbit riescono tuttavia a riprendere il cammino; ma qualcosa ora li minaccia alle spalle. Un sibilo velenoso, un rumore di giunture li insegue. Sam si rammenta improvvisamente del dono di Galadriel per Frodo, la fiala d'acqua attinta allo specchio in cui si riflette la luce di Eärendil, stella del vespro. E Frodo la estrae. Ai loro occhi appare l'essere più mostruoso che si possa immaginare: un immenso ragno, dagli occhi a grappoli in cui brilla una luce velenosa di avida malignità, pronto a balzare su di loro. Più per disperazione che per coraggio o convinzione, Frodo e Sam innalzano le loro spade e la luce di Eärendil di fronte al mostro, che, colpito per la prima volta nella sua lunga esistenza da tanto coraggio e da una simile luce elfica, è costretto momentaneamente a indietreggiare.
L'immondo ragno non è altri che Shelob, la figlia del mostro aracnideo Ungoliant creato dalla malvagità di Melkor nella Prima Era durante la guerra contro gli elfi di Valinor. Essa giace nel proprio putridume da un infinito numero di anni, indisturbata, indifferente persino al potere di Sauron, il quale la utilizza come guardiana dei suoi confini. Ma ora Frodo e Sam hanno momentaneamente via libera, e corrono disperatamente verso l'uscita del tunnel, che superano dopo aver tagliato l'ultima immensa ragnatela che la chiude. E Frodo, colto da una irresistibile frenesia di salvezza, non più consapevole di dove si trova, esce correndo e urlando dalla tana, lungo il sentiero che conduce all'ultimo valico verso Mordor, valico sovrastato da una minacciosa e vigile torre di guardia. E mentre corre, da un'uscita secondaria sbuca nuovamente Shelob, frapponendosi tra Frodo e Sam. Sam cerca di correre in aiuto del suo padrone, ma qualcosa lo afferra alla gola: è Gollum, ormai convinto che il suo piano sia perfettamente riuscito e pronto a vendicarsi delle umiliazioni subite dall'hobbit "grasso". Nella lotta furibonda che ne segue ha la meglio Sam, e Gollum è costretto a darsi alla fuga, ma il destino ha fatto il suo corso.

#### Capitolo X
Messer Samvise e le sue decisioni (The Choices of Master Samwise)
Frodo è stato colpito alle spalle dal morso di Shelob, e giace a terra già avvolto nella bava filosa del mostro. È l'ora dunque per Samvise Gamgee di dimostrare l'estremo coraggio e fedeltà di cui è capace: egli ingaggia con Shelob una lotta mortale, e la ferisce gravemente nel ventre costringendola a fuggire. Ma Frodo giace apparentemente senza vita ai suoi piedi e una nera disperazione cade nella mente ottenebrata di Sam. In preda al dubbio e al furore, egli non sa quale sia la decisione migliore: morire assieme all'amato padrone o portare a termine il compito impossibile di distruggere l'anello. Dopo lunghi momenti trascorsi tra lacrime e dubbi, Sam dunque si rassegna a ciò che appare al momento più utile: continuare il viaggio. Toglie così l'anello dal collo di Frodo e si allontana, dopo aver composto il corpo dell'hobbit e aver sostituito la sua spada con Pungolo, certamente più utile ora a lui.
Sam dunque indossa l'anello e si avvia verso il valico alla volta della nera torre di guardia. Ma qualcosa lo blocca: voci di orchi provengono sia di fronte a lui che alle sue spalle. Le grida di Frodo e i rumori della lotta hanno risvegliato l'attenzione delle guardie del valico, che ora si affrettano a intercettare gli invasori. Protetto dall'anello, Sam può vedere e udire tutto ciò che gli orchi si dicono: scopre dunque che da giorni si sapeva delle manovre di Gollum con Shelob, e che il loro ingresso non era passato inosservato. Ma soprattutto, egli scopre che Frodo non è morto: come dice Shagrat, il capo delle guardie della torre, Shelob non uccide le sue vittime ma le paralizza momentaneamente, per goderne poi il sangue e la carne ancora freschi a suo piacimento. Ora dunque Frodo è condotto dagli orchi lungo i sottopassaggi del valico verso i sotterranei della torre di guardia, e Sam è costretto a inseguire disperato e affannato, prendendosela con se stesso per la sua ingenuità. Ma gli orchi sono troppo veloci per lui, e prima che egli possa raggiungerli, essi si rinserrano dietro i cancelli fortificati della fortezza, lasciandolo fuori solo nell'oscurità. Frodo è vivo, ma prigioniero del nemico.

## Luoghi
Breccia di Rohan
La breccia di Rohan è un passaggio tra le montagne nebbiose che conduce sia a Isengard che a Rohan. Nel corso del secondo libro (Le due Torri), data la presenza dello stregone Saruman ad Isengard, rappresenta un pericolo per i reami di Rohan e Gondor.
Edoras
Edoras è la capitale di Rohan. Sorge su una verde collina ed è circondata da mura che nel libro sono descritte come possenti mentre nel film sono rappresentate come una semplice palizzata. Sulla cima del colle sorge Meduseld, il Palazzo d'Oro del Re di Rohan.

## Trasposizioni in altri media
Cinema
Nel 2002 il regista Peter Jackson ha tratto da questo volume il secondo film della sua trilogia cinematografica: Le due torri.

## Edizioni italiane
- Le due torri, traduzione di Vicky Alliata di Villafranca, Collana Biblioteca, Milano, Rusconi, 1970-1999. - Milano, Bompiani, 1999-2002.
- Le due Torri, trad. riveduta in collaborazione con la Società Tolkieniana Italiana, Milano, Bompiani, 2003-2019.
- Le due Torri, traduzione di Ottavio Fatica, Collana Narrativa straniera, Milano-Firenze, Bompiani, maggio 2020, ISBN 978-88-301-0271-2.